# Weichselsuppe

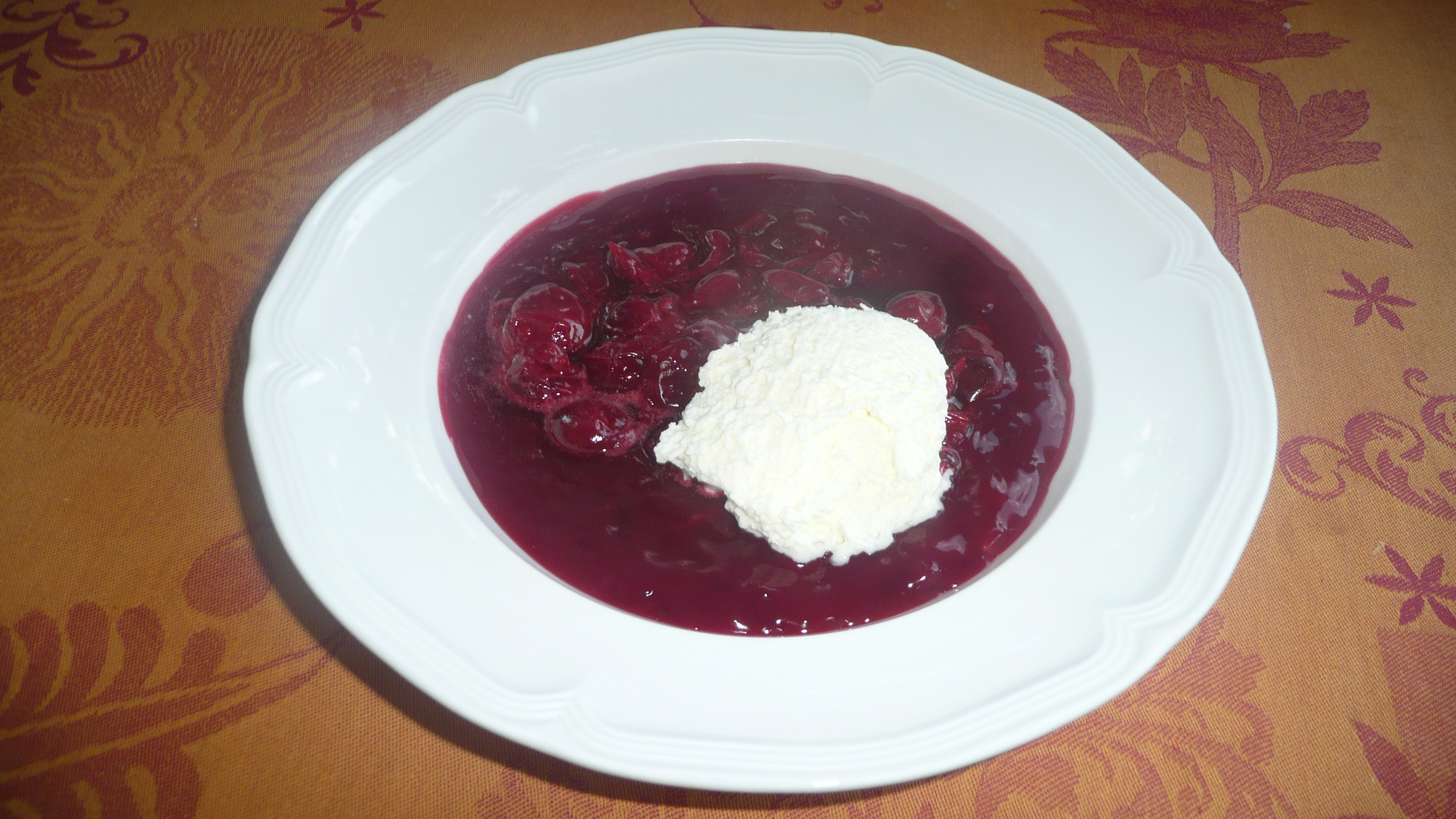
Sauerkirschsuppe

Weichselsuppe ist eine süße Weinsuppe mit Sauerkirschen (Weichseln), die in einigen europäischen Länderküchen bekannt ist, wo sie entweder heiß oder eiskalt serviert wird.
Schriftliche Zeugnisse reichen bis ins 16. Jahrhundert zurück, so zum Beispiel im Ein new Kochbuch des deutschen Koches Marx Rumpolt. Die Grundzubereitung ist seither nahezu unverändert geblieben: „Nim dürre Weichsel / stoß sie mit den Kern / treib sie mit Wein durch / machs süß mit Zimmet vnd Zucker / vnnd laß darmit auffsieden / so ist es ein gute Weichselsuppen.“
Heute werden meist entsteinte frische oder auch Sauerkirschen „aus dem Glas“ verwendet, wie zum Beispiel für die ungarische Hideg Meggyleves (=Kalte Weichselsuppe): entkernte frische Weichseln in Wasser mit Zucker und Zimstange dünsten, Dann etwas Stärkemehl mit kaltem Wasser verdünnen und einrühren, um die Suppe zu binden. Weiterkochen bis die Suppe klar und leicht angedickt ist, in eine Servierschüssel umfüllen, im Kühlschrank stark abkühlen. Vor dem Servieren eisgekühlten trockenen Rotwein und eisgekühlte Sahne unterrühren.
Für die französische Variante (Soupe aux cerises) wird Butter aufgeschäumt und die Kirschen darin erhitzt, mit Wasser, Rotwein, Zimt, Zesten von Zitronenschale und Zucker aufgekocht, gebunden mit Stärke. Serviert wird heiß in Suppentassen mit gerösteten Brioche-Würfeln.